# هری دیویس (بازیکن فوتبال، زاده ۱۹۹۱)
هری دیویس (انگلیسی: Harry Davis؛ زادهٔ ۲۴ سپتامبر ۱۹۹۱) بازیکن فوتبال اهل بریتانیا است.
از باشگاه‌هایی که در آن بازی کرده‌است می‌توان به باشگاه فوتبال نانت‌ویچ، باشگاه فوتبال کرو آلکساندرا، باشگاه فوتبال مورکم، باشگاه فوتبال اسکانتورپ یونایتد، باشگاه فوتبال گریمزبی تاون، باشگاه فوتبال استافورد رانجرز، و باشگاه فوتبال کرزن اشتون اشاره کرد.